# Grimstad
Grimstadⓘ ist eine Kommune und Küstenstadt (12.172 Einwohner im Jahr 2014) im Südwesten Norwegens. Sie liegt in der Provinz (Fylke) Agder. Ihre Nachbarkommunen sind Arendal im Osten, Froland und Birkenes im Norden sowie Lillesand im Süden.

## Etymologie
Grim ist ein Synonym für den heidnischen Gott Odin. Siehe auch Grimsby (Grims Ort), Grim’s Dyke (für den Antoninus Wall), Grim’s Ditch ein Erdwerk, Grims lake (Grims See), Grimsbury Castle Hillfort in Oxfordshire, Grimsthorpe (Grims Dorf), Grimspound in Cornwall, Grimsay auf den Hebriden auch Graemsay als Orkneyinsel, Grímsey als Insel vor Island, Grimsøy in Norwegen (Grims Insel), Grimsbu in Norwegen (Grims Hütte), Grimsvik (Grims Bucht) sowie mehrere Orte mit dem Namen Grimston.

## Geografie

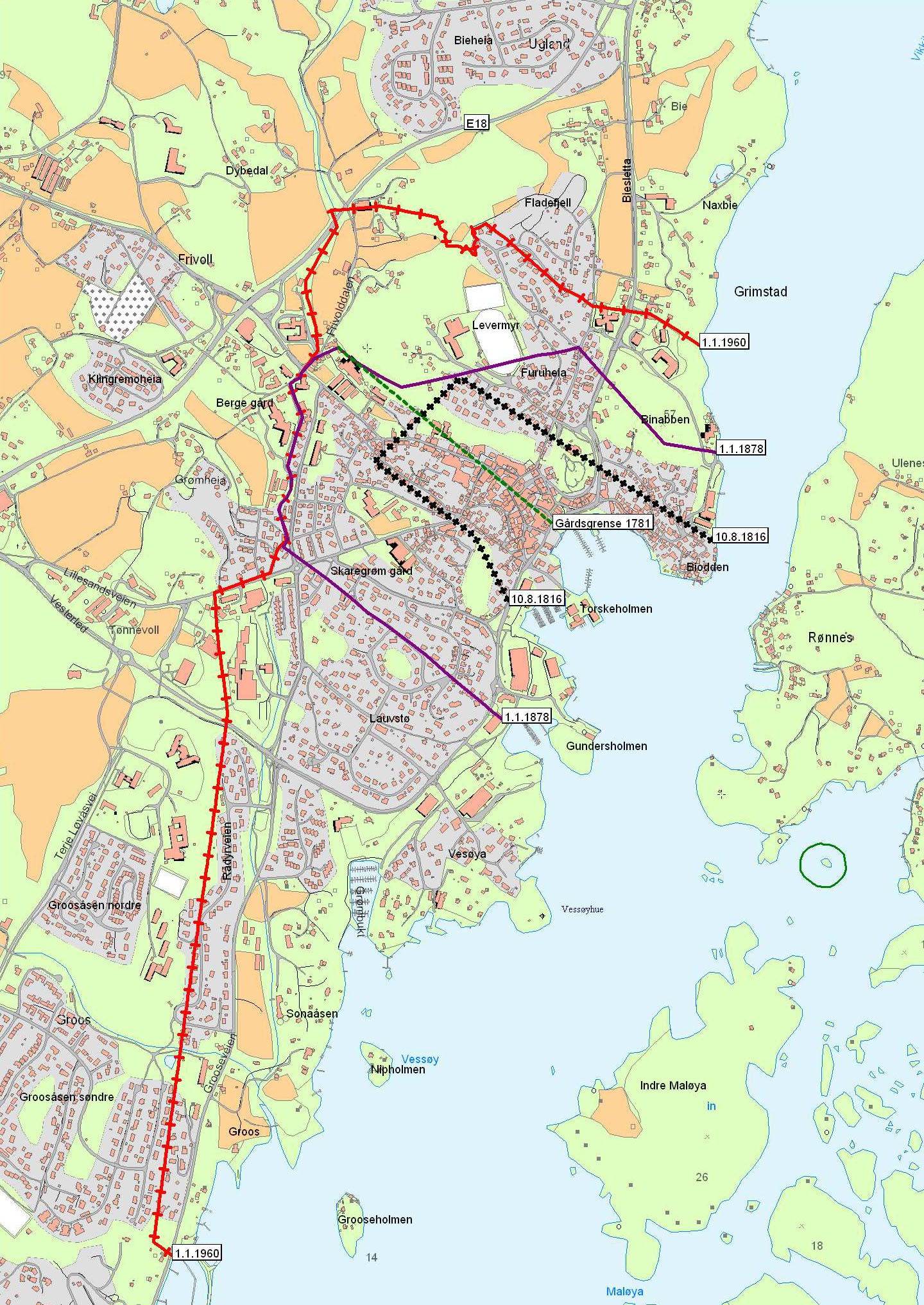
Stadtentwicklung von Grimstad: 1816–1878 – 1960

Die Stadt und die Umgebung erstrecken sich auf einem Areal von 950 Millionen Jahre alten rötlichen Granitvorkommen, die auch als Fjære-Granit oder Grimstadt-Granit bezeichnet werden. Für die im Auftrag Adolf Hitlers durch Albert Speer in Berlin geplanten Monumentalbauten wurden in einem Steinbruch in Fjære seit 1940 Rohblöcke dieses Granits gebrochen, die teilweise noch bis Ende der 1970er Jahre dort lagerten. Sie wurden in Norwegen auch als Hitlersteine bekannt. In dem stillgelegten Steinbruch befindet sich seit 1993 eine Freilichtbühne, das Agder Theater Fjæreheia.
Grimstad ist von 5 Bergen umgeben: Binabben, Kirkeheia, Knibeheia, Møllerheia und Vardeheia. Der höchste Punkt der Kommune ist der Dobbelshei (361 m.o.h.). Vor der Stadt liegt eine Vielzahl von Inseln, die einen Schärenpark bilden und im Sommer besonders für Bootsfahrer beliebte Ziele bilden. Zu den bekanntesten gehören die Insel Hesnesøy, der Hesneskanal und der Reddaskanal. Die Sonne scheint hier häufiger als anderswo in Norwegen.

## Geschichte
Prähistorische Spuren finden sich im Fundplatz Ytre Grevstad.
Im heutigen Zentrum von Grimstad wurden zahlreiche Zeugnisse aus der Zeit der Völkerwanderung und der Wikinger gefunden. Grimstad entstand als Fischerdorf im Mittelalter und wurde erstmals 1528 auf holländischen Karten erwähnt. Das Stadtrecht erhielt Grimstad 1816. Am 1. Januar 1971 wurden die Kommunen Fjære und Landvik mit Grimstad zusammengeschlossen. 1907 erhielt Grimstad einen Eisenbahnanschluss. Die Grimstadbanen, die bis Rise verlief, wurde 1961 eingestellt. Das Zentrum Grimstads ist bis heute durch alte Holzhäuser und enge, gepflasterte Gassen gekennzeichnet.

## Wirtschaft
Die Entwicklung Grimstads ist wesentlich beeinflusst durch Schiffs- und Bootsbau, Handel und Frachtschifffahrt. In der Blütezeit, der zweiten Hälfte des 19. Jahrhunderts, gab es in der Region mindestens 40 Werften. Heute gibt es bei Vikkilen nur noch eine Schiffswerft. Die Reederei-Familien Ugland, Bergshaven und Tønnevold sind dominierend für die Wirtschaft der Stadt. Das erste norwegische Glasfaser-Boot wurde 1953 von Herbert Waarum in Grimstad gebaut. Die von ihm gegründete Firma Herwa Plast war viele Jahre Vorreiter für die Fertigung dieser Boote. Seit 2010 befindet sich in Grimstad ein Standort der Universität Agder.

## Sehenswürdigkeiten

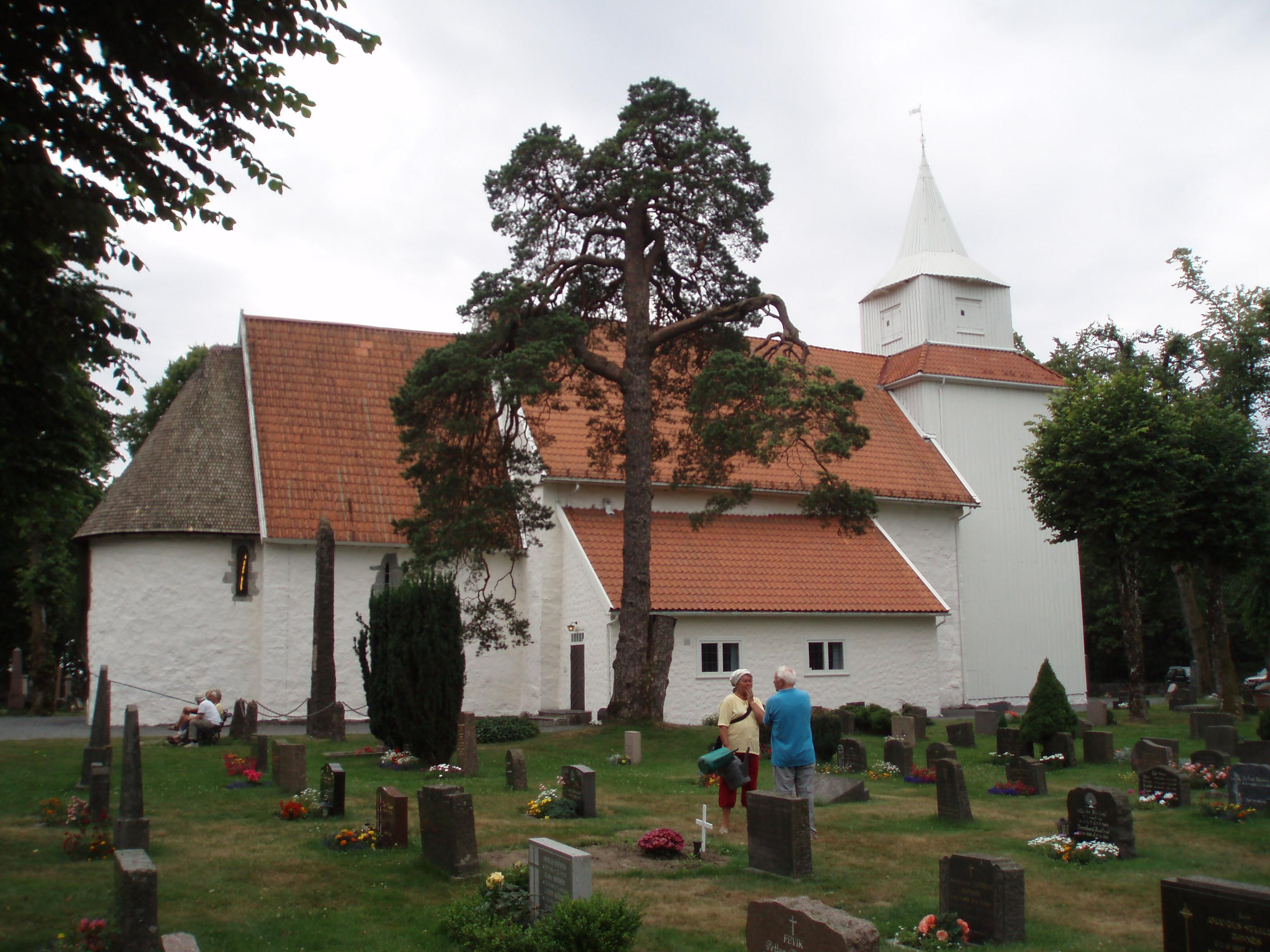
Fjåre Kirche

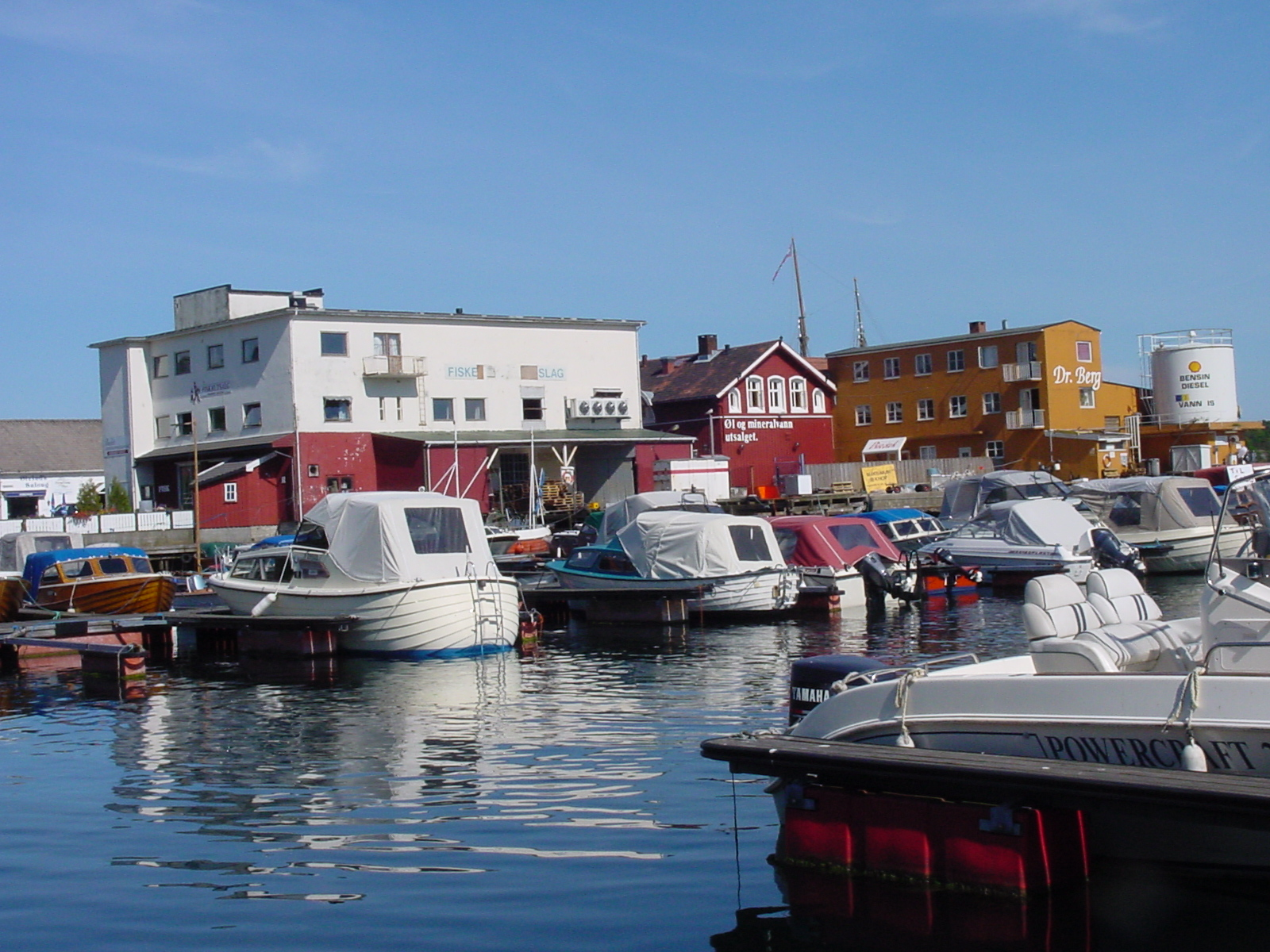
Hafen von Grimstad

- Ibsen-Museum, ehemalige Apotheke, wo Ibsen wohnhaft und tätig war.
- Norwegisches Gartenbaumuseum im Stadtteil Dømmersmoen, in dessen Gartenanlagen sich auch Gräber aus der Eisenzeit, Steinkreise und Bautasteine befinden.
- Schifffahrtsmuseum Grimstad im Stadtteil Hasseldalen auf dem Gelände einer 1841 gegründeten Schiffswerft.
- Agder-Theater Fjæreheia, Freilichttheater in einem ehemaligen Steinbruch des Fjære-Granits, in dem im Sommer Dramen von Ibsen, Musicals und andere Theaterstücke aufgeführt werden.
- Leuchtturm von Homborsund auf einer kleinen Insel vor der Küste Grimstads
- Fjære Kirche, eine Steinkirche aus der Zeit um 1150
- Eide Kirche aus dem Jahr 1795
- Landvik Kirche, eine kreuzförmige Kirche aus dem Jahr 1824
- Grimstad Kirche, eine Holzkirche aus dem Jahr 1880

## Partnerstädte
- Asikkala, Finnland
- Grindsted, Dänemark
- Köping, Schweden

## Persönlichkeiten von Grimstad

### In Grimstad geboren
- Carl Oscar Borg (1879–1947), schwedisch-amerikanischer Maler, Kunstpädagoge und Grafiker
- Lillian Müller (* 1951), Model und Schauspielerin
- Dag Otto Lauritzen (* 1956), Radsportler
- Thomas Gill (* 1965), Fußballtorhüter
- Thor Hushovd (* 1978), Radrennfahrer
- Kjetil Mørland (* 1980), Sänger und Komponist

### Mit Grimstad verbunden
- Der Dichter Henrik Ibsen lebte und arbeitete von 1844 bis 1850 als Apothekerlehrling in Grimstad. In seinem Werk Terje Vigen beschreibt er die Stadt aus der Zeit als Fischerort.
- Der Literatur-Nobelpreisträger Knut Hamsun lebte von 1918 bis zu seinem Tod 1952 auf dem Hof Nørholm in der Nähe der Stadt.
- Tryggve Gran, der norwegische Polarforscher und Flugpionier, der an den Südpolexpeditionen von Robert Falcon Scott teilnahm, lebte zuletzt lange in Grimstad.
- Sverre Hassel, Polarforscher, der einer der ersten fünf Menschen, die mit Roald Amundsen den Südpol erreichten, lebte zuletzt als Zollbeamter in Grimstad.

|  |